# Cyberprzestępca
Cyberbully – telewizyjny film USA, którego premiera odbyła się 17 lipca 2011 roku.
Film opowiada historię 17-letniej Taylor Hillridge (Emily Osment), która dostaje od mamy (Kelly Rowan) w prezencie urodzinowym swój wymarzony komputer. Nastolatka jest podekscytowana niezależnością jaka płynie z posiadania Internetu. Jednak już wkrótce staje się ofiarą cyberprzemocy na jednym z portali społecznościowych. Zaczyna bać się kontaktów ze swoimi szkolnymi znajomymi. Nie potrafiąc się z tym uporać postanawia odebrać sobie życie w związku z czym trafia do szpitala. Jak się później okazuje nie tylko ona boryka się z problemem przemocy w sieci. Gdy matka Taylor dowiaduje się o całym incydencie postanawia stworzyć w szkole system, który ma na celu ochronę młodych osób przed podobnymi doświadczeniami 
Do filmu została nagrana również piosenka Drift przez Emily Osment.

## Obsada
- Emily Osment jako Taylor Hillridge
- Kay Panabaker jako Samantha Caldone
- Kelly Rowan jako Kris Hillridge
- Jon McLaren jako Scott Ozsik
- Meaghan Rath jako Cheyenne Mortenson
- Jade Hassouné jako Caleb
- Nastassia Markiewicz jako Lindsay Fordyce
- Robert Naylor jako Eric Hillridge
- Caroline Redekopp jako Karen Caldone
- Ronda Louis-Jeune jako Becca